# Ель-Кубільйо-де-Уседа
Ель-Кубільйо-де-Уседа (ісп. El Cubillo de Uceda) — муніципалітет в Іспанії, у складі автономної спільноти Кастилія-Ла-Манча, у провінції Гвадалахара. Населення — 179 осіб (2010).
Муніципалітет розташований на відстані близько 50 км на північний схід від Мадрида, 29 км на північний захід від Гвадалахари.

## Демографія
Динаміка населення (INE ):

## Галерея зображень

Розташування муніципалітету у провінції Гвадалахара
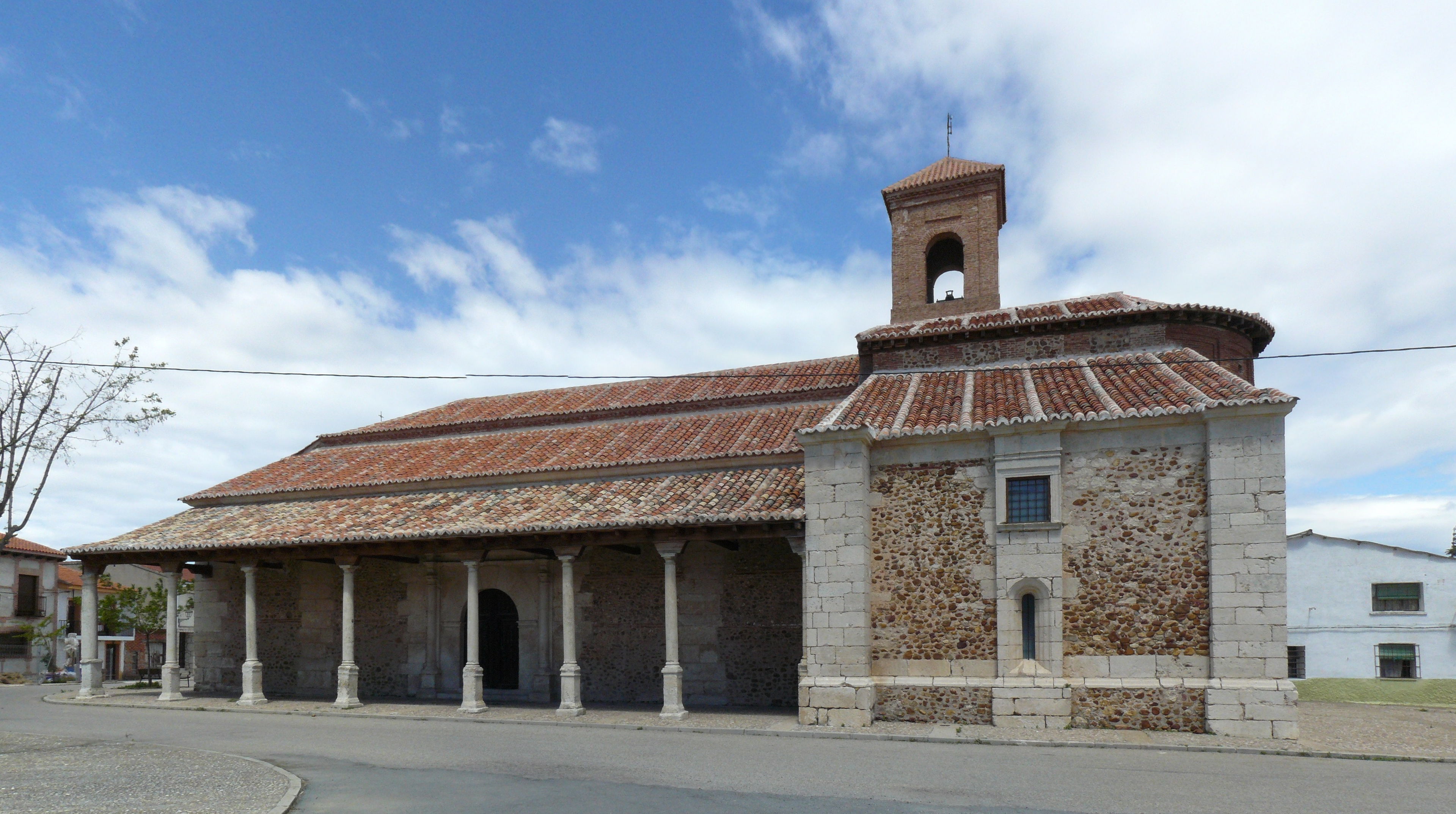
Церква Ла-Асунсьйон-де-Нуестра-Сеньйора, Кубільйо